# Лабытнанги (станция)
Лабытна́нги — железнодорожная станция Сосногорского региона Северной железной дороги, находящаяся в городе Лабытнанги Ямало-Ненецкого автономного округа Тюменской области.
Станция является конечной на линии от узловой станции Чум.
Пригородное сообщение по станции отсутствует.

## Деятельность
Станция открыта для грузовой работы. Станция перевалки на реку.
Коммерческие операции, выполняемые на станции:
- продажа пассажирских билетов[2];
- приём и выдача багажа[2];
- приём и выдача мелких отправок грузов (крытые склады)[2];
- приём и выдача повагонных и мелких отправок грузов (подъездные пути)[2];
- приём и выдача грузов в контейнерах (3 и 5 тонн)[2];
- приём и выдача мелких отправок грузов (открытые площадки)[2].

## Дальнее следование по станции
По состоянию на декабрь 2018 года по станции курсируют следующие поезда дальнего следования:
| Круглогодичное обращение поездов | Круглогодичное обращение поездов | Круглогодичное обращение поездов | Круглогодичное обращение поездов |
| № поезда                         | Маршрут движения                 | № поезда                         | Маршрут движения                 |
| -------------------------------- | -------------------------------- | -------------------------------- | -------------------------------- |
| 21 "Полярная стрела"             | Лабытнанги — Москва              | 22 "Полярная стрела"             | Москва — Лабытнанги              |
| 653                              | Лабытнанги — Воркута             | 654                              | Воркута — Лабытнанги             |
| 655                              | Лабытнанги — Воркута             | 656                              | Воркута — Лабытнанги             |

| Сезонное обращение поездов | Сезонное обращение поездов | Сезонное обращение поездов | Сезонное обращение поездов |
| № поезда                   | Маршрут движения           | № поезда                   | Маршрут движения           |
| -------------------------- | -------------------------- | -------------------------- | -------------------------- |
| 209                        | Лабытнанги — Москва        | 210                        | Москва — Лабытнанги        |

### Фирменные поезда
| Предыдущая станция      | Фирменные поезда | Следующая станция |
| ----------------------- | ---------------- | ----------------- |
| Обская в сторону Москвы | Полярная стрела  | конечная          |

## Адрес вокзала
- 629400, Россия, Тюменская область, Ямало-Ненецкий автономный округ, г. Лабытнанги, Советская ул., 6